# Бестужево (Ульяновская область)
Бесту́жево — посёлок в Новоспасском районе Ульяновской области. Входит в состав Красносельского сельского поселения.

## География
Посёлок находится на расстоянии примерно 18 км (по прямой) к юго-востоку от рабочего посёлка Новоспасское, административного центра района.

### Часовой пояс
Посёлок Бестужево, как и вся Ульяновская область, находится в часовой зоне МСК+1. Смещение применяемого времени относительно UTC составляет +4:00.

## История
В 1913 году в посёлке было учтено было 145 дворов и 1017 жителей, преимущественно украинцев. В 1990-е годы — отделение копхоза им. М. Горького.

## Население
| 2010 |
| ---- |
| 84   |

### Национальный состав
Согласно результатам переписи 2002 года, в национальной структуре населения русские составляли 51 % из 120 чел., украинцы — 36 %.